# Île d'Yeu
Île d'Yeu là một xã ở tỉnh Vendée trong vùng Pays de la Loire, miền tây nước Pháp.